# Wspólnota administracyjna Bad Gottleuba-Berggießhübel
Wspólnota administracyjna Bad Gottleuba-Berggießhübel (niem. Verwaltungsgemeinschaft Bad Gottleuba-Berggießhübel) – wspólnota administracyjna w Niemczech, w kraju związkowym Saksonia, w okręgu administracyjnym Drezno, w powiecie Sächsische Schweiz-Osterzgebirge. Siedziba wspólnoty znajduje się w mieście Bad Gottleuba-Berggießhübel.
Wspólnota administracyjna zrzesza dwie gminę miejskie oraz jedną gminę wiejską: 
- Bad Gottleuba-Berggießhübel
- Bahretal
- Liebstadt.